# Michel Chevalier
Michel Chevalier (Limoges, 13 de enero de 1806 – Lodève, 18 de noviembre de 1879) fue un político y economista francés, sansimoniano en su juventud y luego liberal de libre mercado.  

## Juventud sansimoniana
Estudia en la Escuela Politécnica, de la cual egresa como ingeniero del cuerpo de minas en 1829.
Desde 1825 adhiere a las ideas de Saint-Simon y luego de la Revolución de Julio se convierte en editor del diario Le Globe, órgano que predica esa doctrina. Después de la ruptura de Bazard y de Rodrigues, Chevalier se convierte en uno de los dirigentes principales de la organización, detrás de Enfantin, “padre supremo”. Pero la “secta sansimoniana” será perseguida por el Estado y tachada de contraria a la moral y al orden público, el diario Le Globe clausurado y sus principales jefes juzgados. Chevalier es condenado a seis meses de prisión, que cumple en Sainte-Pélagie, junto a Enfantin. Estando encarcelado y deprimido por la condena, Chevalier rompe relaciones con sus compañeros de ideas, sin dar mayores explicaciones.

## Trayectoria  política
Tras cumplir su condena, el ministro del interior, Adolphe Thiers, lo envía en misión a Estados Unidos y a México, para realizar una observación del estado de la industria y la economía de las Américas. Su viaje dura todo el año 1835. Se encuentra en México con Andrés Manuel del Río, uno de los más importantes mineralogistas de su tiempo. Ya en Francia, Chevalier va a ser uno de los grandes propagandistas de los beneficios que su país podía encontrar en México y en los otros países de una América que se prefiguraba ya como “latina”. Los franceses de los siguientes treinta años conocieron México en gran parte gracias a las obras publicadas por Chevalier, y éste, como lógica consecuencia de sus escritos, apoyó a las tropas francesas cuando invadieron México en 1862.
En 1837 publica Des intérêts matériels en France (“Los intereses materiales de Francia”), que marca el comienzo de su notoriedad política. Ese año es nombrado Caballero de la Legión de Honor. En 1838 es consejero de Estado. 
En 1841 obtiene la cátedra de economía política del Colegio de Francia. En 1845 se casa con Emma Fournier. Ese mismo año es elegido diputado del Aveyron a la Asamblea Nacional y en 1851 es miembro de la Academia de Ciencias Morales y Políticas. Desde el golpe de Estado, apoya a Napoleón III. Es elegido senador en 1860.
A pesar de la oposición de las cámaras industriales, Chevalier trata de imponer sus concepciones librecambistas en la política comercial francesa. Con Richard Cobden y John Bright, es uno de los artífices, junto a François Barthélemy Arlès-Dufour (otro ex sansimoniano), del tratado de libre comercio de 1860, llamado “tratado Cobden-Chevalier”, entre Francia y el Reino Unido.
En 1867 es presidente del jurado internacional de la Exposición Universal, después de haber participado en las precedentes exposiciones como presidente de la comisión de economía doméstica en la exposición de París de 1855 y jefe de la delegación francesa en la exposición de Londres de 1862.
A la caída del Imperio en 1870, se retira de la vida política y funda una sociedad de estudios para la realización de un túnel bajo el Canal de la Mancha, idea de claros resabios sansimonianos. La concesión del túnel se obtiene en 1880, algunos meses después de su muerte, pero los trabajos serán pronto abandonados.

## Su hermano Auguste
Uno de sus hermanos, Auguste Chevalier (1809-1868) fue ingeniero, secretario de la Presidencia, diputado del Aveyron, sansimoniano discípulo de Enfantin, amigo íntimo de Évariste Galois, quien le dedicó su última y célebre carta la noche previa a su muerte. Fue un economista de talento y hombre de negocios.

## Obras
- Lettres sur l'Amérique du Nord, París, Charles Gosselin et Cie, 1836
- Des Intérêts matériels en France, 1837
- Histoire et description des voies de communication aux États-Unis, 1840-42, 2 volumes
- Essais de politique industrielle, 1843
- Cours d'économie politique, 1842-50, 3 volumes
- L'Isthme de Panama, suivi d'un aperçu sur l'isthme de Suez, París, Gosselin, 1844
- La Liberté aux États-unis, París, Capelle, 1849
- Le Mexique ancien et moderne, París, Hachette, 1863
- Les Brevets d'invention examinés dans leurs rapports avec le principe de la liberté du travail et avec le principe de l'égalité des citoyens, 1878